# Vintertjärnen (Alfta socken, Hälsingland)
Vintertjärnen är en sjö i Ovanåkers kommun i Hälsingland och ingår i Ljusnans huvudavrinningsområde.